# F-22 Raptor
F-22 Raptor (вимов. «Ра́птор») — багатоцільовий винищувач п'ятого покоління виробництва США, розроблений компаніями Lockheed Martin та Boeing DS. Побудований передусім для боротьби з винищувачами супротивника, але також здатний здійснювати наземні атаки, розвідку і радіоелектронну боротьбу.
На 2020 рік F-22 та F-35 — єдині серійні літаки п'ятого покоління, котрі стоять на озброєнні. За різними даними, вартість одного винищувача F-22 оцінюється від 130 до 180 мільйонів доларів. 
Багато держав світу виявляють зацікавленість до F-22, але американське законодавство забороняє експорт цих літаків.

## Історія створення
Глибокі дослідження в галузі винищувачів 5-го покоління почалися в США ще в 1970-х роках для заміни F-15. До тендеру зі створення нової машини вступили основні авіабудівні фірми США: Northrop Grumman Corporation, Rockwell Collins, Boeing і Lockheed Martin. У конкурсі брало участь декілька прототипів. Прототип фірми Lockheed Martin переміг інших конкурентів — фірм Boeing і General Electric.
Після початку поточного виробництва літака компанія Lockheed відповідає за складання й озброєння F-22, тоді як компанія Boeing виробляє крила, дизайн фюзеляжу, радіоелектроніку і повністю відповідає за системи обслуговування і тренування.
Реалізація програми зі створення F-22 почалася в 1983 році. Перший політ на винищувачі було здійснено 19 листопада 1990 року, в 2001 році почався серійний випуск F-22. З грудня 2005 року винищувач став надходити на озброєння у ВПС США.
29 березня 2022 року стало відомо, що F-22 найімовірніше розділить долю ще одного «мегапроєкту» Пентагону, першого серійного «стелса» F-117 Nighthawk, повністю списаного в 2008 році. Основним конкурентом F-22 розглядається F-15EX Eagle II.

## Загальний огляд
Літак спроектований за нормальною аеродинамічною схемою з високорозташованим трапецієподібним в плані крилом і хвостовим оперенням, що включає широко рознесені, нахилені назовні кілі з кермом напряму і суцільноповоротні стабілізатори.
F-22 побудований за технологією «стелс». Мала помітність радіолокації забезпечується за рахунок форм планера, поверхні якого орієнтовані в декількох суворо обмежених напрямах, які слабо відбивають випромінення РЛС, а також завдяки застосуванню радіопоглинальних матеріалів і покриттів.
У конструкції планера широко використані полімерні композиційні матеріали, включаючи термопластичні (12%) і термореактивні (10%) вуглепластики.
Крило — кесонне. По всьому розмаху крила є носок, що відхиляється. Флаперони займають більше половини розмаху.
Нижня поверхня фюзеляжу пласка. Є центральний вантажний відсік; ще два відсіки малого об'єму для розміщення ракет класу «повітря — повітря» малої дальності розміщені з боків фюзеляжу, безпосередньо за повітрозабірником.
Кабіна пілота має безрамний ліхтар з радіорозсіювальним напиленням і обладнана модифікованим кріслом катапульти ACTS II.
Ліхтар зроблений з прозорого полікарбонату. Форма скління виключає візуальні спотворення, оскільки має мінімальне число поверхонь подвійної кривизни.
Вертикальне оперення — двокілеве; кілі нахилені назовні на кут 28 градусів і забезпечені кермом напряму. Горизонтальне оперення — суцільноповоротне, кути стрілоподібності відповідають кутам стрілоподібності крила. Шасі — триопорне, з носовим колесом.

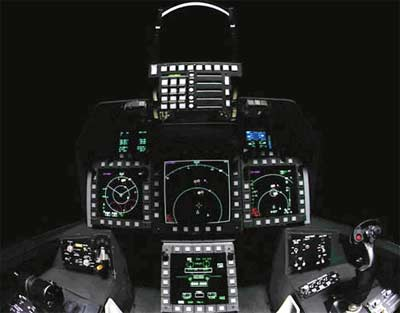
«Скляний кокпіт» винищувача

Кабіна пілота обладнана ширококутним індикатором на лобовому склі з полем огляду 20х30 градусів, на який виводиться польотна, навігаційна і прицільна інформація, а також інформація від об'єднаної системи упізнавання, зв'язку і системи радіоелектронного придушення (РЕП).

## Технічні характеристики
- Екіпаж: 1 людина.

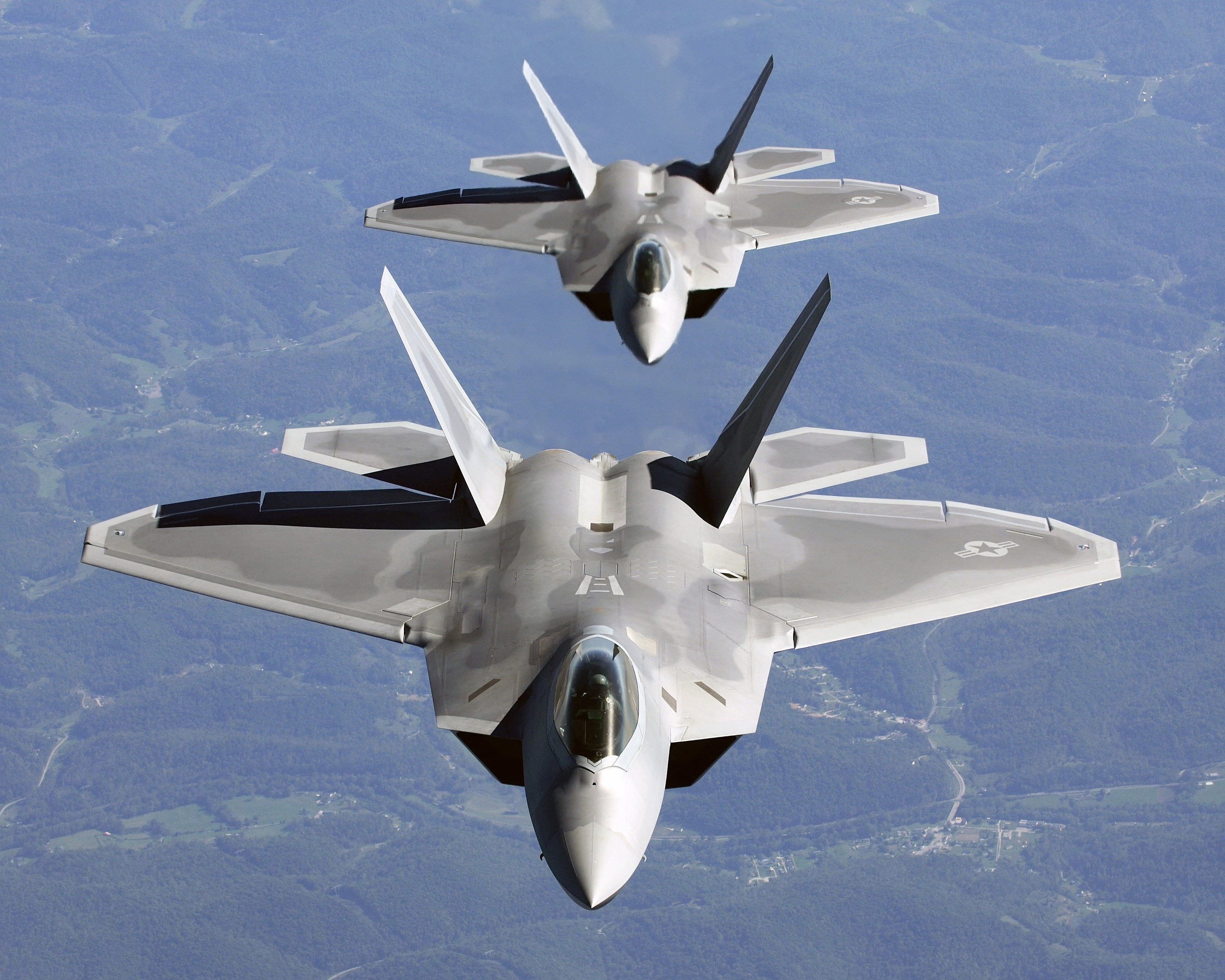
Два винищувача F-22A вишикувані в ряд для зменшення шуму

- Двигуни : два турбореактивні двигуни Pratt Whitney F119-PW-100 по 15 900 кгс на тривалому форсажі.
- Бойова стеля: 18 000 м.
- Практична стеля: 20 000 м.
- Дальність польоту: 3 000 км.
- Максимальна злітна маса: 38 000 кг
- Максимальна швидкість: 2.0 М.
- Розмах крила: 13,56 м.
- Площа крила: 78,9 кв. м.
- Довжина літака: 18,92 м.
- Висота літака: 5,08 м.

### Озброєння
- Вбудована 20-мм гармата М61А2 Vulcan з 480 снарядами.

У режимі повітря-повітря:
- у головному відсіку (під фюзеляжем): 6 керованих ракет (КР) повітря-повітря AIM-120C AMRAAM.
- в бічних: по 1 КР повітря-повітря AIM-9 Sidewinder

У режимі повітря-земля:
- у головному відсіку (під фюзеляжем): 2 КР повітря-повітря AIM-120C AMRAAM і 2 керовані 450-кг бомби GBU-32 JDAM
- у бічних: по 1 КР повітря-повітря AIM-9 Sidewinder

В ролі літака завоювання переваги в повітрі:
- у головному відсіку (під фюзеляжем): 6 КР повітря-повітря AIM-120C AMRAAM. і в бічних: по 1 КР повітря-повітря AIM-9 Sidewinder
- на 4 зовнішніх вузлах: 4 AIM-120C AMRAAM і 2 2271 л ППБ

в ролі дальнього винищувача:
- у головному відсіку (під фюзеляжем): 6 КР повітря-повітря AIM-120C AMRAAM.
- в бічних: по 1 КР повітря-повітря AIM-9 Sidewinder
- на 4 зовнішніх вузлах: 8 AIM-120C AMRAAM і 4 2271 л ППБ

## Оператори
Повітряні сили США є єдиними операторами літака F-22.
- Бойове авіаційне командування
  - 1-ше винищувальне крило, база ВПС Ленглі, Вірджинія
    - 27-ма винищувальна ескадрилья
    - 94-та винищувальна ескадрилья

  - 325-те винищувальне крило, база ВПС Тіндал, Флорида
    - 43-тя винищувальна ескадрилья
    - 95-та винищувальна ескадрилья

## Авіаційні інциденти F-22
Перший літак F-22 розбився під час випробувань 25 квітня 1992 року. Аварія відбулася через недоліки системи керування літаком.
20 грудня 2004 року при зльоті з авіабази Нелліс розбився другий літак. Пілот катапультувався.
25 березня 2009 F-22A (сер. номер 91-4008) розбився в пустелі Мохаве штату Каліфорнія, поруч з авіабазою Едвардс.
15 листопада 2012 року F-22 розбився недалеко від авіабази Тіндал (штат Флорида). Пілот літака встиг катапультуватися.
15 травня 2020 року F-22 розбився у штаті Флорида. Пілот встиг катапультуватися.

## Галерея

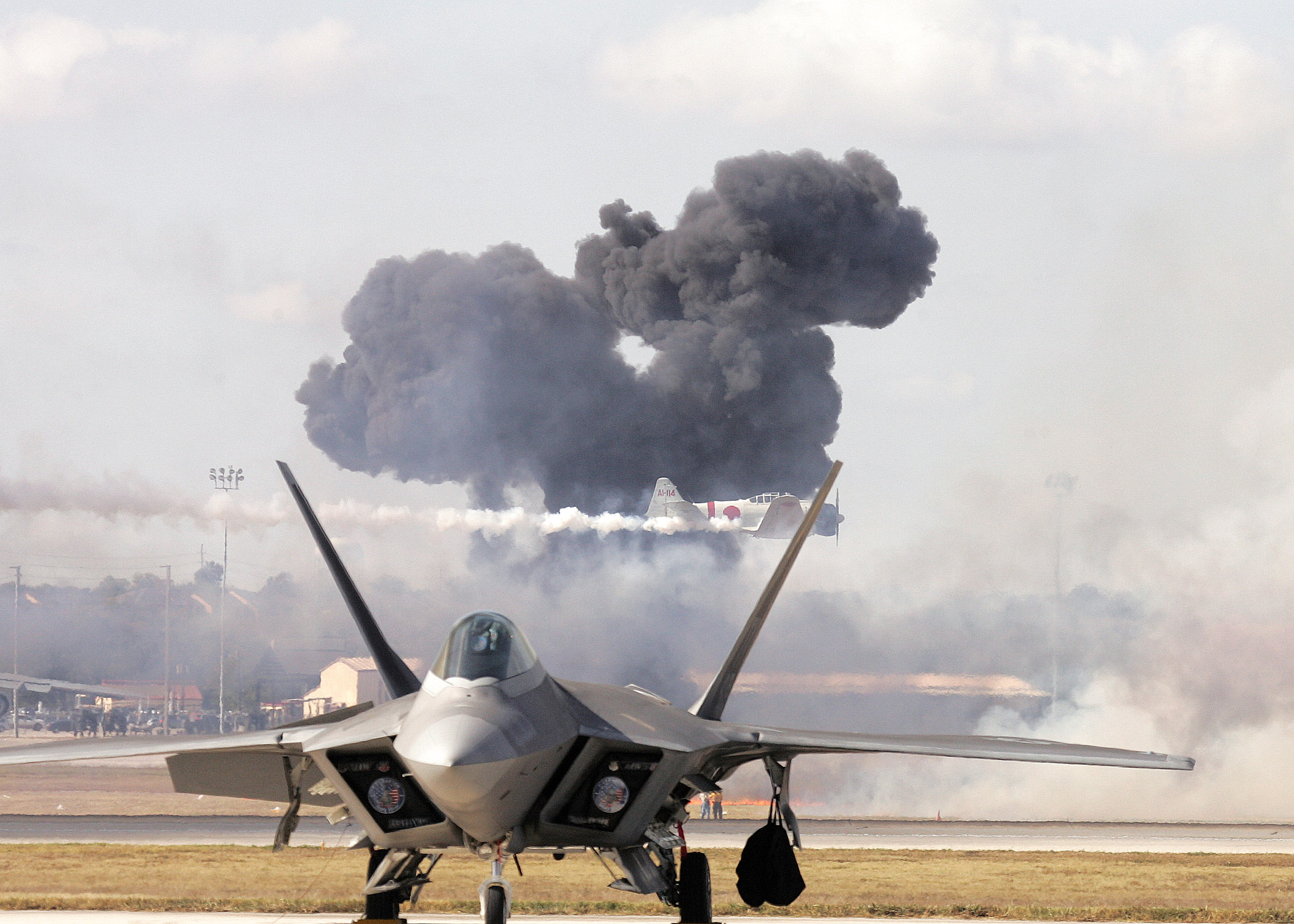
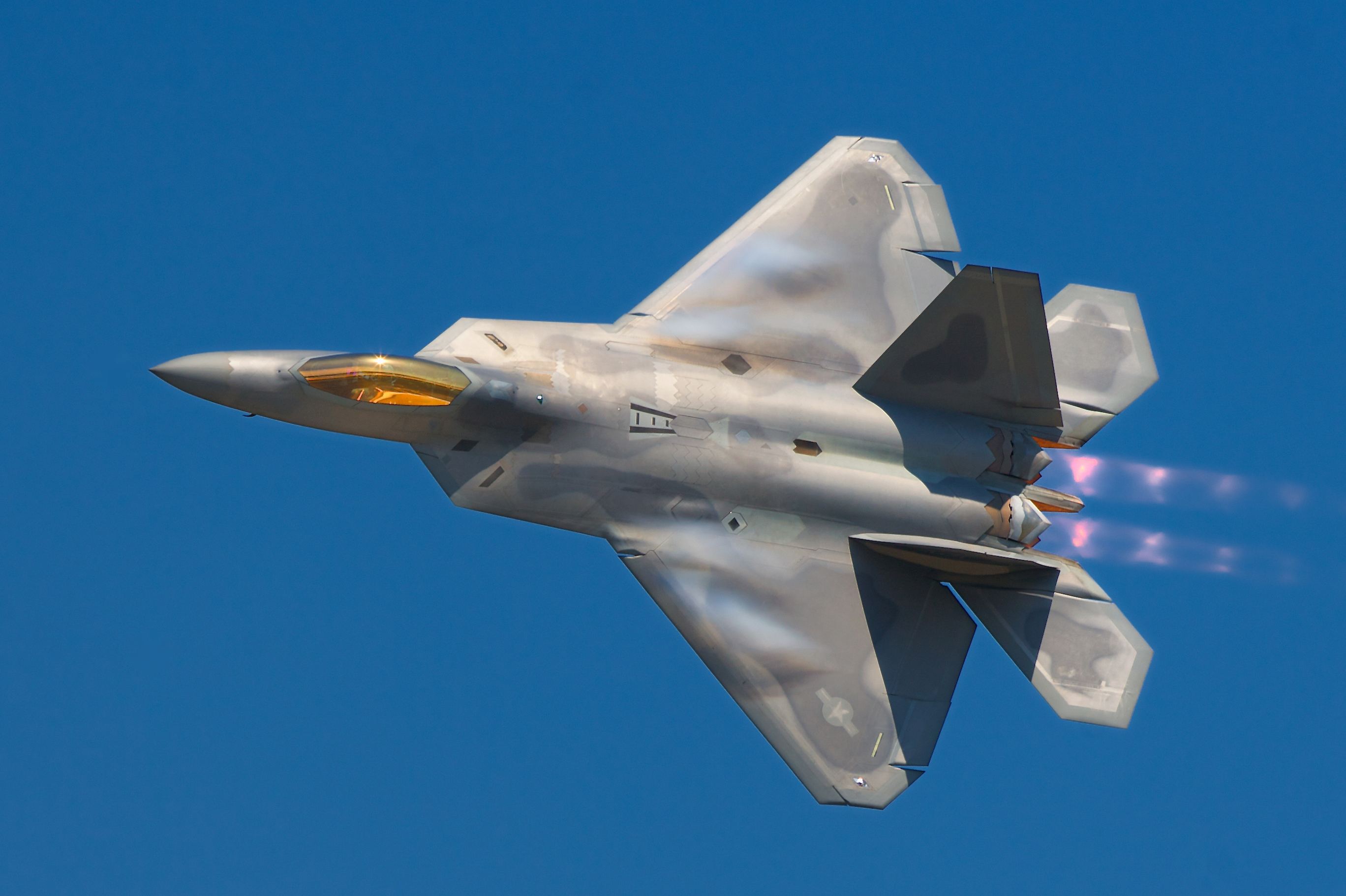
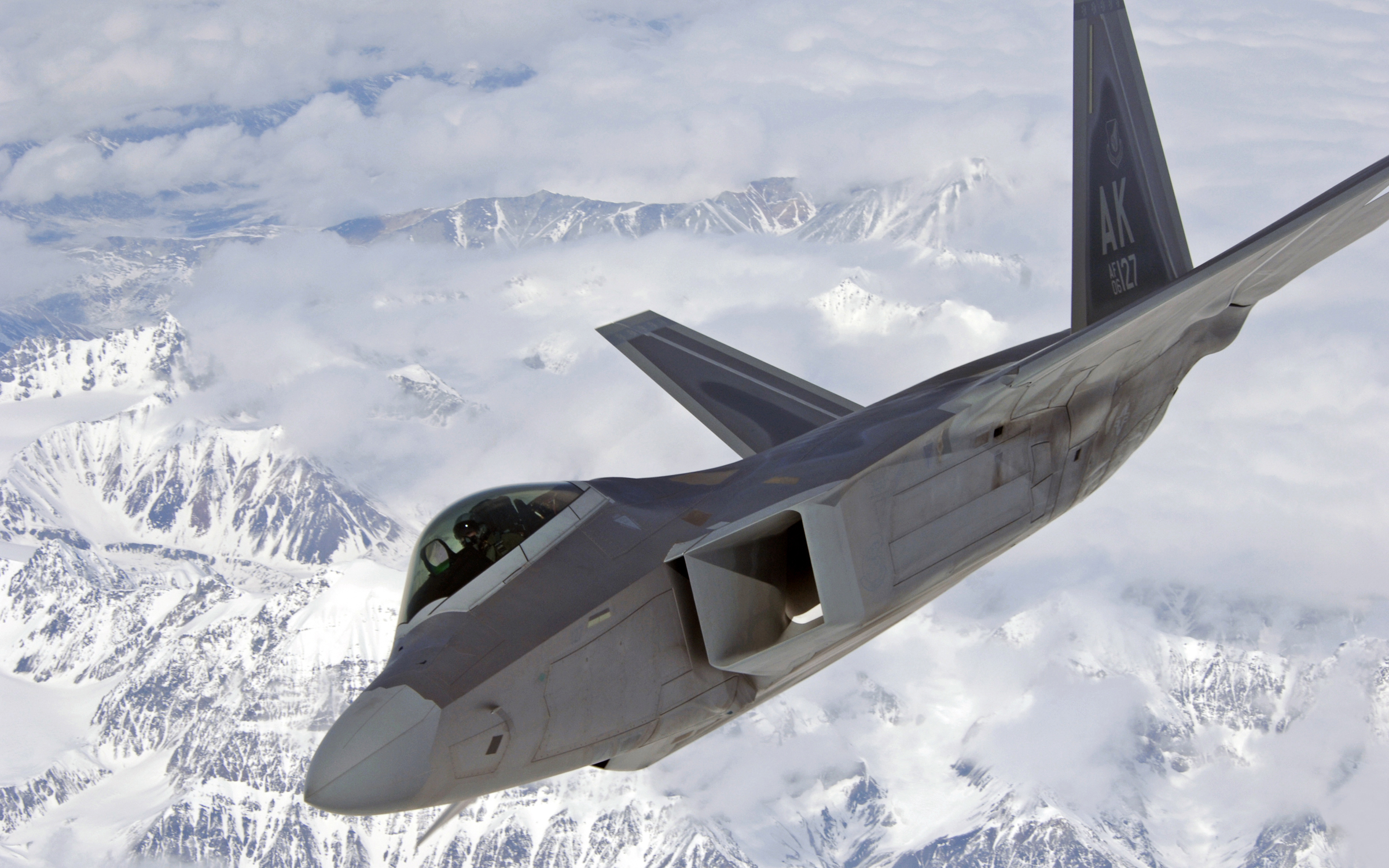
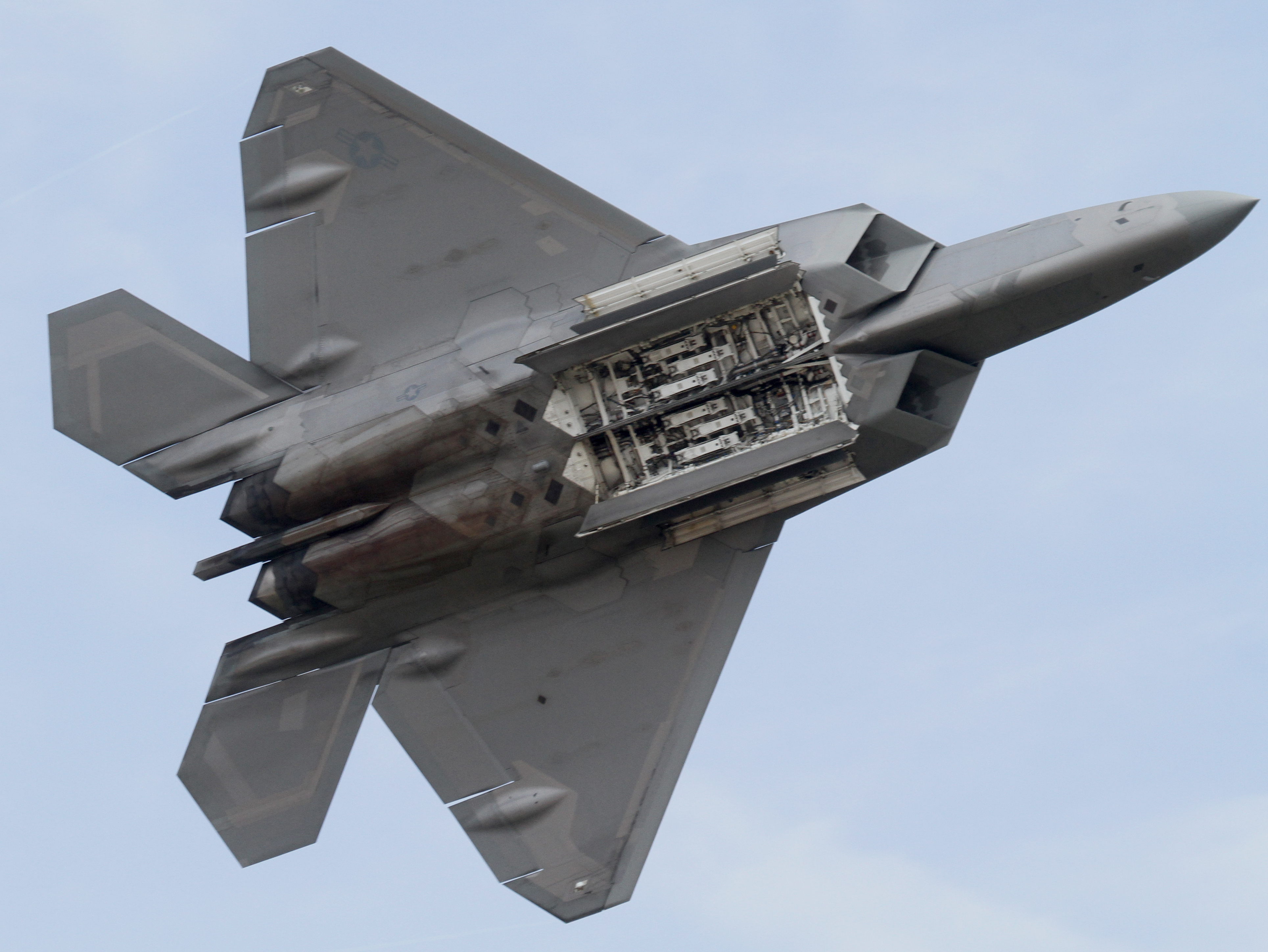
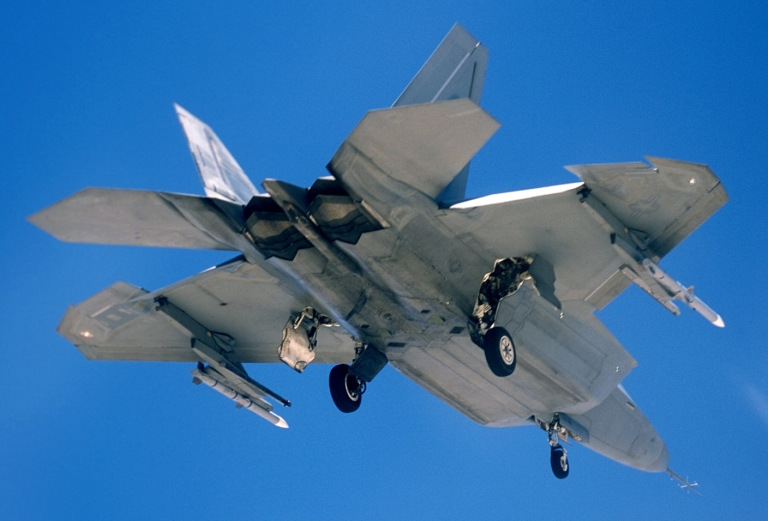
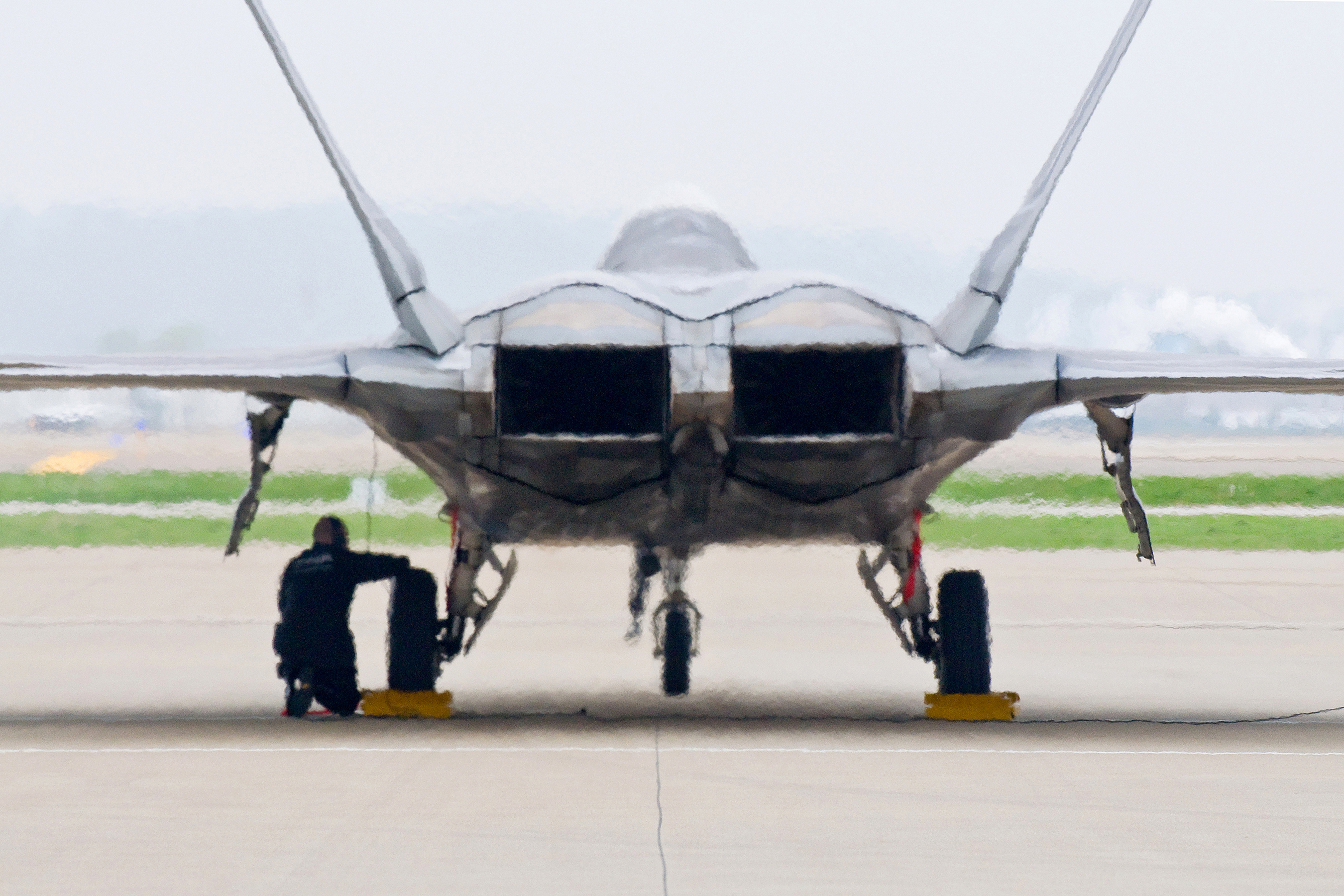
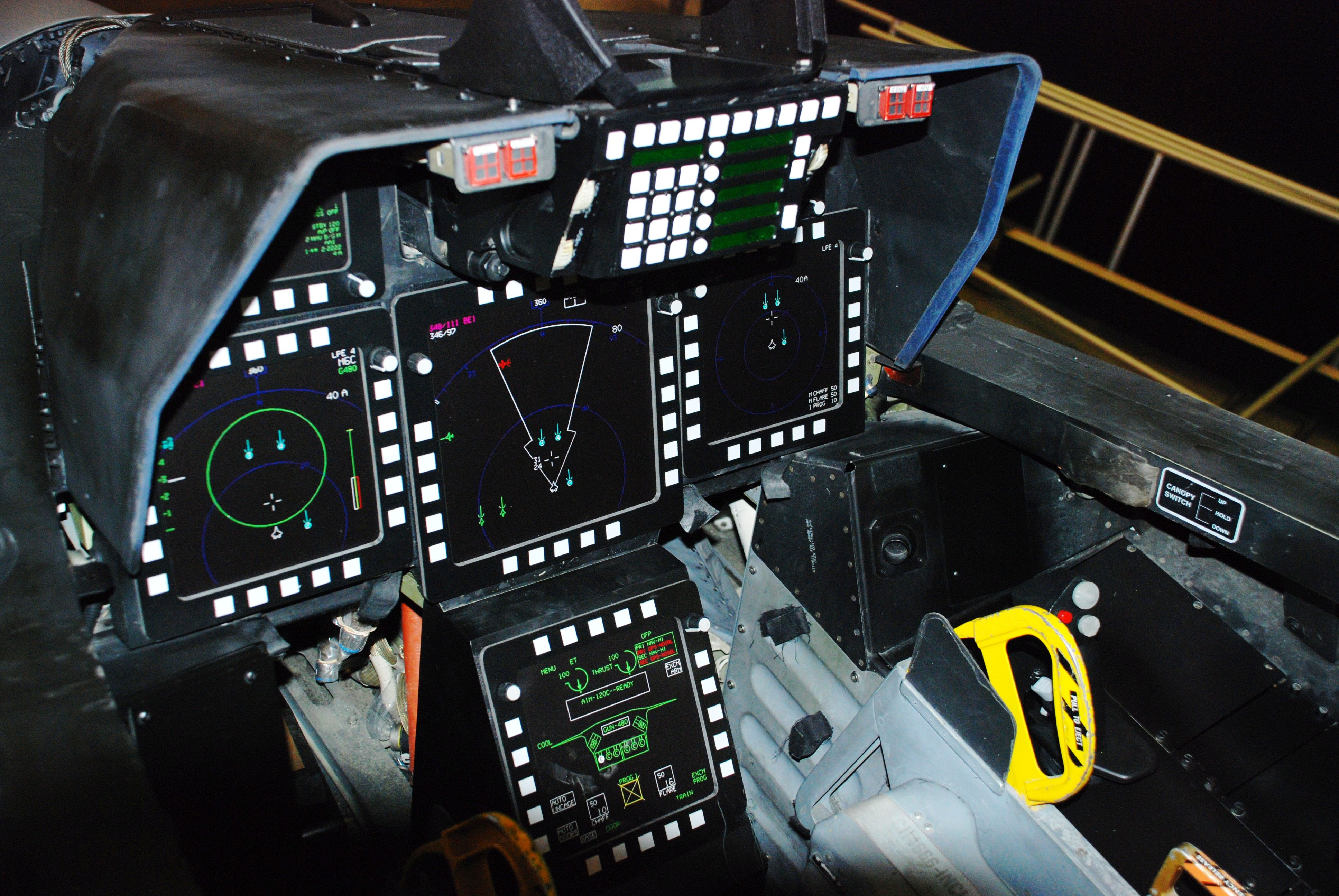
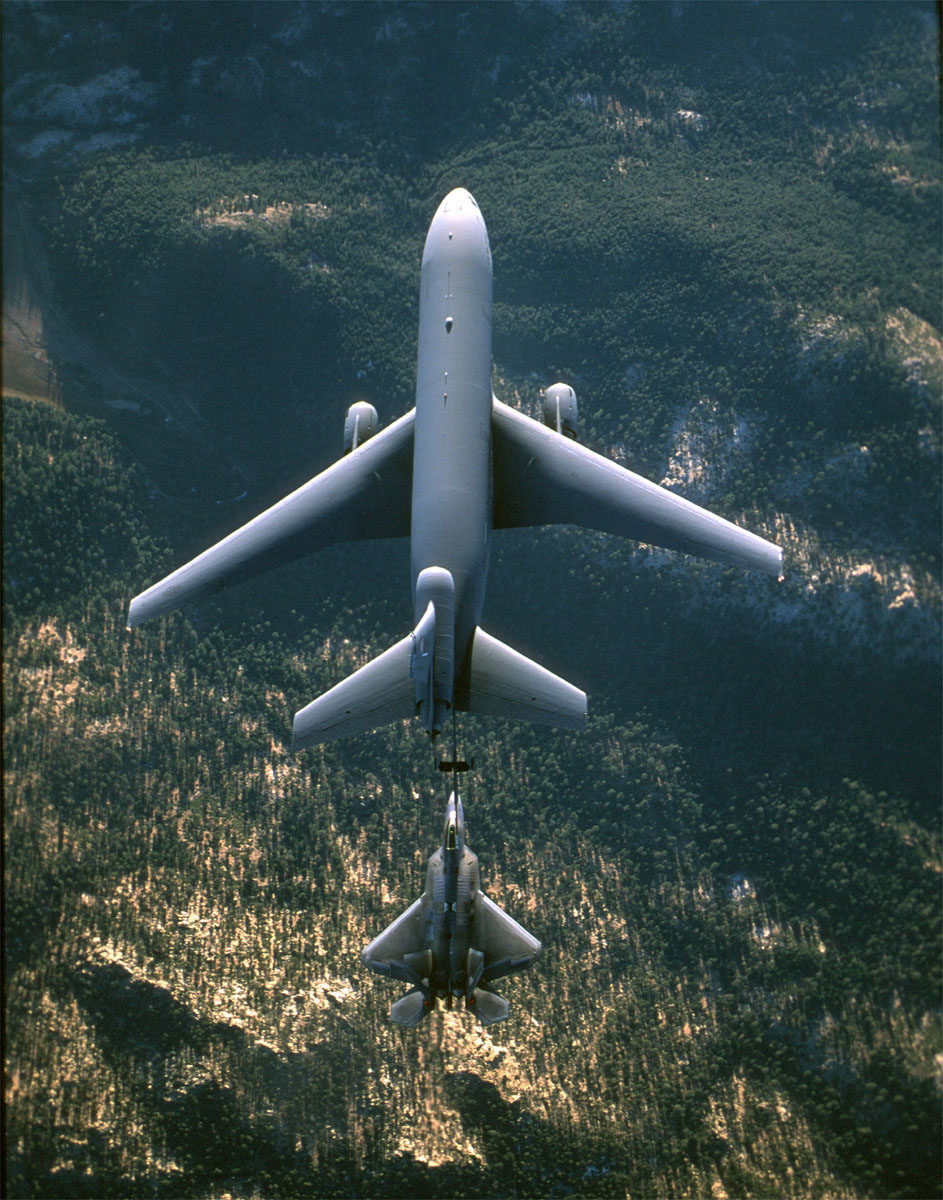
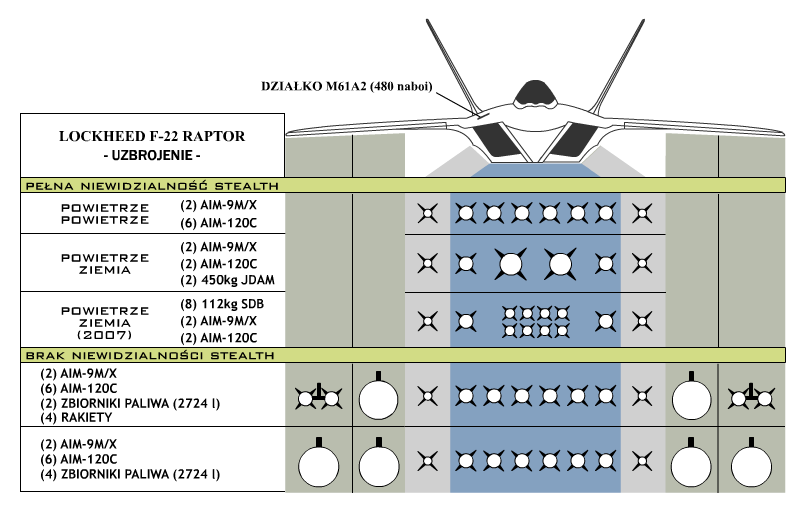

## Виноски
1. ↑  Від англ. raptor — «хижий птах»

Індекс F (fighter) у системі позначення МО США авіації та ракет означає «винищувач».

1. ↑  В Европу прибыли истребители F-22 Raptors - Пентагон, ЛІГАБізнесІнформ, 28.08.2015
2. ↑  Архівована копія. Архів оригіналу за 31 березня 2022. Процитовано 31 березня 2022.{{cite web}}:  Обслуговування CS1: Сторінки з текстом «archived copy» як значення параметру title (посилання)
3. ↑  У США сталася перша катастрофа винищувача F-22 Raptor. Мілітарний. 26 березня 2009. Архів оригіналу за 13 травня 2021. Процитовано 13 травня 2021.
4. ↑  У Флориді розбився винищувач F-22. Мілітарний. Архів оригіналу за 13 травня 2021. Процитовано 13 травня 2021.